# Macieira de Alcoba
Macieira de Alcoba is een plaats (freguesia) in de Portugese gemeente Águeda en telt 110 inwoners (2001).